# D'Arrest (cráter)
D'Arrest es un cráter de impacto lunar que se encuentra en la región inundada de lava situada al oeste del Mare Tranquillitatis, al sureste del cráter Agrippa y al noroeste de Delambre. Justo al noreste aparecen los pequeños cráteres, en forma de cuenco De Morgan y Cayley.
El borde exterior de D'Arrest se rompe en varios lugares, con un corte profundo en el extremo sur y una gran sector en el lado noreste donde sólo una cresta baja permanece en el lugar de la muralla original. El interior se ha reconstituido por los flujos de lava, dejando un suelo casi plano, sin rasgos distintivos. En consecuencia, el borde del brocal, bajo y desgastado, sólo presenta algunas crestas relevantes que lo conectan con el sur y suroeste.

## Cráteres satélite
Por convención estos elementos son identificados en los mapas lunares poniendo la letra en el lado del punto medio del cráter que está más cerca de D'Arrest.
|          | \| D'Arrest \| Coordenadas \| Diámetro \| \| -------- \| -------------------------- \| -------- \| \| A \| 1°54′N 13°42′E / 1.9, 13.7 \| 4 km \| \| B \| 1°00′N 13°36′E / 1.0, 13.6 \| 5 km \| \| M \| 1°54′N 13°36′E / 1.9, 13.6 \| 23 km \| \| R \| 0°30′N 15°36′E / 0.5, 15.6 \| 19 km \| |          |
| D'Arrest | Coordenadas | Diámetro |
| A        | 1°54′N 13°42′E / 1.9, 13.7 | 4 km     |
| B        | 1°00′N 13°36′E / 1.0, 13.6 | 5 km     |
| M        | 1°54′N 13°36′E / 1.9, 13.6 | 23 km    |
| R        | 0°30′N 15°36′E / 0.5, 15.6 | 19 km    |